# La Chapelle-près-Sées
La Chapelle-près-Sées település Franciaországban, Orne megyében. Lakosainak száma 488 fő (2022. január 1.). La Chapelle-près-Sées Saint-Gervais-du-Perron, Le Bouillon, Neauphe-sous-Essai és Sées községekkel határos.

## Népesség
A település népességének változása:
| Lakosok száma | 482  | 461  | 486  | 449  | 455  | 448  | 461  | 475  | 488  |
|               | 2013 | 2015 | 2016 | 2017 | 2018 | 2019 | 2020 | 2021 | 2022 |